# Машина времени в джакузи
«Машина времени в джакузи» (англ. Hot Tub Time Machine) — американская комедия 2010 года.

## Сюжет
Трое лучших друзей и племянник одного из них, не в самом лучшем состоянии, решают немного отвлечься от горестных мыслей и отправиться на горнолыжный курорт, где они в середине 80-х провели свои самые незабываемые дни. Но на этот раз делать там нечего: курорт в запустении, в гостинице скучно и уныло, а в номере сломано джакузи.
И так бы они и провели свои выходные, но случилось чудо и джакузи заработало. Но кто же знал чем это всё обернётся? Оказалось, что джакузи волшебное и это — машина времени, которая отправила их всех в 1986 год. Друзья, из опасений перемен в своём будущем, решают снова повторить все свои приключения, но это оказывается непросто…

## В ролях
| Актёр            | Роль                                         |
| ---------------- | -------------------------------------------- |
| Джон Кьюсак      | Адам                                         |
| Кларк Дьюк       | Джейкоб, племянник Адама                     |
| Крэйг Робинсон   | Ник Уэббер                                   |
| Роб Кордри       | Лу «Баламут» Дорчен                          |
| Джейк Роуз       | Адам (в молодости)                           |
| Алиу Ойофо       | Ник (в молодости)                            |
| Брук Беннетт     | Лу (в молодости)                             |
| Келли Стюарт     | Кортни, жена Ника                            |
| Одесса Роджен    | Кортни (в детстве)                           |
| Коллетт Вульф    | Келли, сестра Адама и мать Джейкоба          |
| Криспин Гловер   | Фил, носильщик                               |
| Линдси Фонсека   | Дженни Стедмайер, подружка Адама в 1986 году |
| Себастиан Стэн   | Блэйн, сотрудник «лыжного патруля»           |
| Чарли Макдермотт | Чез, сотрудник «лыжного патруля»             |
| Чеви Чейз        | ремонтник                                    |
| Лиззи Каплан     | Эйприл, журналистка на концерте              |
| Джессика Паре    | Тара, фанатка группы, в которой играл Ник    |
| Уильям Забка     | Рик, азартный игрок в баре                   |
| Диора Бэрд       | жена Рика (в титрах не указана)              |
| Томас Леннон     | клиент салона для собак (в титрах не указан) |

## Саундтрек
- «Turn Up the Radio» — Autograph
- «Heaven’s Sake» — Perfect
- «About to Burst» — Ken Tamplin
- «My Block» — Cham Pain
- «Mystery» — The Little Wands
- «Occam’s Razor» — Ocha la Rocha
- «Venus» — The Jerry Ross Symphosium
- «Cubicle» — The Ultra-Infidels
- «The Stripper» — David Rose
- «Louder than a Bomb» — Public Enemy
- «Kickstart My Heart» — Mötley Crüe
- «Perfect Way» — Scritti Politti
- «The Safety Dance» — Men Without Hats
- «I Can’t Wait» — Nu Shooz
- «What You Need» — INXS
- «Modern Love» — David Bowie
- «Smooth Up in Ya» — Bullet Boys
- «I Heard a Rumor» — Ghost Swami
- «Push It» — Salt N Pepa
- «Talk Dirty to Me» — Poison
- «Obsession» — Animotion
- «I Want to Know What Love Is» — Foreigner
- «Cry Tough» — Poison
- «Bring on the Dancing Horses» — Echo and the Bunnymen
- «Keep Your Eye on the Money» — Mötley Crüe
- «Bar Bet» — Jake Monaco
- «(I Just) Died in Your Arms» — Cutting Crew
- «Skin I’m In» — Static Revenger featuring Luciana
- «Save it For Later» — The English Beat
- «True» — Spandau Ballet
- «I Will Dare» — The Replacements
- «Careless Whisper» — Craig Robinson
- «Jessie’s Girl» — Craig Robinson
- «Let’s Get It Started» — Craig Robinson
- «Blind Man» — Newton Talks
- «Home Sweet Home[англ.]» — Mötley Crüe
- «Bizarre Love Triangle» — New Order
- «Patrolio» — Jake Monaco
- «Hero» — Enrique Iglesias
- «Yes Man» — The Little Wands
- «Once in a Lifetime» — Talking Heads